# Independentes da Vila
Independentes da Vila é uma escola de samba de Portugal, sediada em Estarreja.
Foi vice-campeã do Carnaval de Estarreja em 2004.

## Carnavais
| Ano  | Colocação   | Enredo                        | Carnavalesco | Ref                  |
| ---- | ----------- | ----------------------------- | ------------ | -------------------- |
| 1989 |             |                               |              |                      |
| 1990 |             |                               |              |                      |
| 1991 |             |                               |              |                      |
| 1992 | 5º lugar    |                               |              | [ 2 ]                |
| 1993 | 5º lugar    |                               |              | [ 2 ]                |
| 1994 | 4º lugar    |                               |              | [ 2 ]                |
| 1995 | 4º lugar    |                               |              | [ 2 ]                |
| 1996 | 4º lugar    |                               |              | [ 2 ]                |
| 1997 | 3º lugar    |                               |              | [ 2 ]                |
| 1998 | Vice-campeã |                               |              | [ 2 ]                |
| 1999 | 3º lugar    |                               |              | [ 2 ]                |
| 2000 | Vice-campeã | O Sol Dourado da Meia Noite   |              | [ 2 ]                |
| 2001 | 4º lugar    |                               |              | [ 2 ]                |
| 2002 | 4º lugar    |                               |              | [ 2 ]                |
| 2003 | 4º lugar    |                               |              |                      |
| 2004 | Vice-campeã |                               |              | [ 1 ]                |
| 2005 | 4º lugar    |                               |              | [ 3 ]                |
| 2006 | 4º lugar    |                               |              | [ 4 ]                |
| 2007 | 4º lugar    |                               |              | [ 5 ]                |
| 2008 | 4º lugar    |                               |              | [ 6 ]                |
| 2009 | 4º lugar    | Peter Pan na Terra do Nunca   |              | [ 7 ]                |
| 2010 | 4º lugar    |                               |              | [ 8 ]                |
| 2011 | 4º lugar    |                               |              | [ 9 ]                |
| 2012 | 4º lugar    | A Alegria Do Cirque Du Solei! |              | [ 10 ] [ 11 ]        |
| 2013 | 5º lugar    | Quanto Tempo o Tempo Tem      |              | [ 12 ] [ 13 ]        |
| 2014 | 5º lugar    | Revolução                     |              | [ 14 ] [ 15 ]        |
| 2015 | 5º lugar    | El Dorado                     |              | [ 16 ] [ 17 ] [ 18 ] |
| 2016 | 4º lugar    | 100 anos da Disney©           |              | [ 19 ] [ 20 ]        |
| 2017 | 5º lugar    | O Mutante Virou Alegoria      |              | [ 21 ] [ 22 ]        |
| 2018 | 5º lugar    | O cinema virou Carnaval       |              | [ 23 ] [ 24 ]        |